# 阮德談
阮德談（越南语：／；1870年—？年），原名阮德講，越南阮朝副榜。

## 生平
阮德談是乂安省興元府宜祿縣金原總錦場社（今屬乂安省宜祿縣宜中社）人，嗣德二十三年（1870年）出生。成泰九年（1897年），阮德談参加乂安場鄉試，考中舉人。次年（1898年），阮德談會試中格，庭試考中副榜。